# Толава
Толава (тол — огонь, ава — женщина, мать) — мордовская богиня огня.
Была одновременно и грозным божеством разрушения, ответственным за пожары, и божеством, очищающим от болезней своим теплом и помогающим делать хорошую пищу. Огонь использовался как оберег, использовался при молениях и обрядах; усмирение огня проходило заговорами и молитвенной пищей для Толавы, обычными жертвами Толаве были яйца и медовая брага, во время пожаров — молоко чёрной коровы. Предположительно сначала считалась покровительницей огня, и лишь потом, с появлением и установлением идеи частной собственности — его владелицей.
В сказке «Толава и Вармава» описывается сначала как старая женщина в белом платке и с тремя острыми зубами во рту, кожа у которой то красная, то зелёная, то голубая, а потом — как девушка в красной рубашке. В заговоре к Толаве с просьбой вылечить от ожогов её называли «синей женщиной».
При молениях мордовцы использовали огонь, полученный трением дерева о дерево; после общественных молений в честь огня было необходимо залить старый огонь и взять новый с места моления. Сковороду с углями кидали под ноги переступившим порог дома молодожёнам, чтобы защитить их от порчи. «Живой огонь», полученный от трения дерева, применялся в обряде о сохранении от порчи лошадей (причём есть свидетельства соседства этого обряда в 1768—1769 году с православной религией, после обряда священники кропили скот святой водой).
Генетически Толава родственна марийской богине Тул-Аве.